# Damernas spelartrupper i ishockey vid olympiska vinterspelen 2014
Damernas spelartrupper i ishockey vid olympiska vinterspelen 2014 är en lista över spelartrupperna för de åtta deltagande nationerna vid ishockeyturneringen i OS 2014.

## Grupp A

### Finland
Mall:Finlands damtrupp i ishockey vid olympiska vinterspelen 2014

### Kanada
Mall:Kanadas damtrupp i ishockey vid olympiska vinterspelen 2014

### Schweiz
Mall:Schweiz damtrupp i ishockey vid olympiska vinterspelen 2014

### USA
| v • r   | USA:s damtrupp i ishockey vid olympiska vinterspelen 2014 | USA:s damtrupp i ishockey vid olympiska vinterspelen 2014 | USA:s damtrupp i ishockey vid olympiska vinterspelen 2014 | USA:s damtrupp i ishockey vid olympiska vinterspelen 2014 | USA:s damtrupp i ishockey vid olympiska vinterspelen 2014 | USA:s damtrupp i ishockey vid olympiska vinterspelen 2014 |
| Nr      | Pos.                                                      | Namn                                                      | Födelsedatum (ålder)                                      | Längd                                                     | Vikt                                                      | Lag säsongen 2013–14                                      |
| 2       | B                                                         | Lee Stecklein                                             | 23 april 1994 (19 år)                                     | 183 cm                                                    | 77 kg                                                     | Minnesota Golden Gophers (NCAA)                           |
| 7       | F                                                         | Monique Lamoureux-Kolls                                   | 3 juli 1989 (24 år)                                       | 168 cm                                                    | 70 kg                                                     | University of North Dakota (NCAA)                         |
| 9       | B                                                         | Megan Bozek                                               | 27 mars 1991 (22 år)                                      | 173 cm                                                    | 80 kg                                                     | Minnesota Golden Gophers (NCAA)                           |
| 10      | F                                                         | Meghan Duggan – C                                         | 3 september 1987 (26 år)                                  | 178 cm                                                    | 75 kg                                                     | Boston Blades (CWHL)                                      |
| 13      | F                                                         | Julie Chu                                                 | 13 mars 1982 (31 år)                                      | 173 cm                                                    | 67 kg                                                     | Montreal Stars (CWHL)                                     |
| 14      | F                                                         | Brianna Decker                                            | 13 maj 1991 (22 år)                                       | 160 cm                                                    | 68 kg                                                     | Wisconsin Badgers (NCAA)                                  |
| 15      | B                                                         | Anne Schleper                                             | 30 januari 1990 (24 år)                                   | 178 cm                                                    | 77 kg                                                     | Boston Blades (CWHL)                                      |
| 16      | F                                                         | Kelli Stack                                               | 13 januari 1988 (26 år)                                   | 163 cm                                                    | 61 kg                                                     | Boston Blades (CWHL)                                      |
| 17      | F                                                         | Jocelyne Lamoureux                                        | 3 juli 1989 (24 år)                                       | 165 cm                                                    | 68 kg                                                     | University of North Dakota (NCAA)                         |
| 18      | F                                                         | Lyndsey Fry                                               | 30 oktober 1992 (21 år)                                   | 173 cm                                                    | 75 kg                                                     | Harvard Crimson (NCAA)                                    |
| 19      | B                                                         | Gisele Marvin                                             | 7 mars 1987 (26 år)                                       | 173 cm                                                    | 70 kg                                                     | Boston Blades (CWHL)                                      |
| 21      | F                                                         | Hilary Knight                                             | 12 juli 1989 (24 år)                                      | 180 cm                                                    | 84 kg                                                     | Boston Blades (CWHL)                                      |
| 22      | B                                                         | Kacey Bellamy                                             | 22 april 1987 (26 år)                                     | 170 cm                                                    | 66 kg                                                     | Boston Blades (CWHL)                                      |
| 23      | B                                                         | Michelle Picard                                           | 27 maj 1993 (20 år)                                       | 163 cm                                                    | 68 kg                                                     | Harvard Crimson (NCAA)                                    |
| 24      | B                                                         | Josephine Pucci                                           | 27 december 1990 (23 år)                                  | 173 cm                                                    | 68 kg                                                     | Harvard Crimson (NCAA)                                    |
| 25      | F                                                         | Alexandra Carpenter                                       | 13 april 1994 (19 år)                                     | 168 cm                                                    | 73 kg                                                     | Boston College Eagles (NCAA)                              |
| 26      | F                                                         | Kendall Coyne                                             | 25 maj 1992 (21 år)                                       | 157 cm                                                    | 57 kg                                                     | Northeastern Huskies (NCAA)                               |
| 28      | F                                                         | Amanda Kessel                                             | 28 augusti 1991 (22 år)                                   | 165 cm                                                    | 61 kg                                                     | Minnesota Golden Gophers (NCAA)                           |
| 29      | MV                                                        | Brianne McLaughlin                                        | 20 juni 1987 (26 år)                                      | 175 cm                                                    | 58 kg                                                     | Burlington Barracudas (CWHL)                              |
| 30      | MV                                                        | Molly Schaus                                              | 29 juli 1988 (25 år)                                      | 175 cm                                                    | 70 kg                                                     | Boston Blades (CWHL)                                      |
| 31      | MV                                                        | Jessie Vetter                                             | 19 december 1985 (28 år)                                  | 173 cm                                                    | 68 kg                                                     | Oregon Outlaws (GLHL)                                     |
| Tränare | Tränare                                                   | Katey Stone                                               | Katey Stone                                               | Katey Stone                                               | Katey Stone                                               | Katey Stone                                               |

## Grupp B

### Japan
Mall:Japans damtrupp i ishockey vid olympiska vinterspelen 2014

### Ryssland
Mall:Rysslands damtrupp i ishockey vid olympiska vinterspelen 2014

### Sverige
| v • r   | Sveriges damtrupp i ishockey vid olympiska vinterspelen 2014 | Sveriges damtrupp i ishockey vid olympiska vinterspelen 2014 | Sveriges damtrupp i ishockey vid olympiska vinterspelen 2014 | Sveriges damtrupp i ishockey vid olympiska vinterspelen 2014 | Sveriges damtrupp i ishockey vid olympiska vinterspelen 2014 | Sveriges damtrupp i ishockey vid olympiska vinterspelen 2014 |
| Nr      | Pos.                                                         | Namn                                                         | Födelsedatum (ålder)                                         | Längd                                                        | Vikt                                                         | Lag säsongen 2013–14                                         |
| 1       | MV                                                           | Sara Grahn                                                   | 25 september 1988 (25 år)                                    | 170 cm                                                       | 69 kg                                                        | Brynäs IF (RIKS)                                             |
| 3       | B                                                            | Sofia Engström                                               | 3 juli 1988 (25 år)                                          | 163 cm                                                       | 63 kg                                                        | Leksands IF (RIKS)                                           |
| 4       | F                                                            | Jenni Asserholt – C                                          | 8 april 1988 (25 år)                                         | 172 cm                                                       | 71 kg                                                        | Linköpings HC (RIKS)                                         |
| 6       | B                                                            | Lina Bäcklin                                                 | 3 oktober 1994 (19 år)                                       | 169 cm                                                       | 67 kg                                                        | Brynäs IF (RIKS)                                             |
| 7       | B                                                            | Johanna Olofsson                                             | 13 juli 1991 (22 år)                                         | 169 cm                                                       | 66 kg                                                        | Modo Hockey (RIKS)                                           |
| 9       | B                                                            | Josefine Holmgren                                            | 11 april 1993 (20 år)                                        | 175 cm                                                       | 72 kg                                                        | Brynäs IF (RIKS)                                             |
| 10      | B                                                            | Emilia Andersson                                             | 31 augusti 1988 (25 år)                                      | 163 cm                                                       | 63 kg                                                        | Linköpings HC (RIKS)                                         |
| 11      | F                                                            | Cecilia Östberg                                              | 15 januari 1991 (23 år)                                      | 166 cm                                                       | 67 kg                                                        | Leksands IF (RIKS)                                           |
| 13      | F                                                            | Lina Wester                                                  | 7 november 1992 (21 år)                                      | 170 cm                                                       | 65 kg                                                        | Leksands IF (RIKS)                                           |
| 16      | F                                                            | Pernilla Winberg                                             | 24 februari 1989 (24 år)                                     | 165 cm                                                       | 63 kg                                                        | Munksund-Skuthamns SK (RIKS)                                 |
| 17      | B                                                            | Linnéa Bäckman                                               | 18 april 1991 (22 år)                                        | 167 cm                                                       | 66 kg                                                        | AIK IF (RIKS)                                                |
| 18      | F                                                            | Anna Borgqvist                                               | 11 juni 1992 (21 år)                                         | 163 cm                                                       | 63 kg                                                        | Brynäs IF (RIKS)                                             |
| 19      | F                                                            | Maria Lindh                                                  | 29 september 1993 (20 år)                                    | 176 cm                                                       | 63 kg                                                        | Modo Hockey (RIKS)                                           |
| 20      | F                                                            | Fanny Rask                                                   | 21 maj 1991 (22 år)                                          | 168 cm                                                       | 64 kg                                                        | AIK IF (RIKS)                                                |
| 21      | F                                                            | Erica Udén Johansson                                         | 20 juli 1989 (24 år)                                         | 171 cm                                                       | 72 kg                                                        | IF Sundsvall Hockey (RIKS)                                   |
| 22      | B                                                            | Emma Eliasson                                                | 12 juni 1989 (24 år)                                         | 167 cm                                                       | 68 kg                                                        | Munksund-Skuthamns SK (RIKS)                                 |
| 24      | F                                                            | Erika Grahm                                                  | 26 januari 1991 (23 år)                                      | 174 cm                                                       | 70 kg                                                        | Modo Hockey (RIKS)                                           |
| 27      | F                                                            | Emma Nordin                                                  | 22 mars 1991 (22 år)                                         | 168 cm                                                       | 70 kg                                                        | Modo Hockey (RIKS)                                           |
| 28      | F                                                            | Michelle Löwenhielm                                          | 22 mars 1995 (18 år)                                         | 172 cm                                                       | 67 kg                                                        | AIK IF (RIKS)                                                |
| 30      | MV                                                           | Kim Martin                                                   | 28 februari 1986 (27 år)                                     | 166 cm                                                       | 68 kg                                                        | Linköpings HC (RIKS)                                         |
| 35      | MV                                                           | Valentina Wallner                                            | 30 mars 1990 (23 år)                                         | 170 cm                                                       | 65 kg                                                        | Modo Hockey (RIKS)                                           |
| Tränare | Tränare                                                      | Niclas Högberg                                               | Niclas Högberg                                               | Niclas Högberg                                               | Niclas Högberg                                               | Niclas Högberg                                               |

### Tyskland
Mall:Tysklands damtrupp i ishockey vid olympiska vinterspelen 2014